# Еллен Очоа
Еллен Лорі Очоа (англ.  Ellen Lauri Ochoa; 10 травня 1958) — астронавт НАСА. Здійснила чотири космічних польоти на шатлах: STS-56 (1993, «Діскавері»), STS-66 (1994, «Атлантіс»), STS-96 (1999, «Діскавері») і STS-110 (2002, «Атлантіс»), інженер. У 1993 році Очоа стала першою жінкою латиноамериканського походження, яка полетіла в космос.

## Біографія

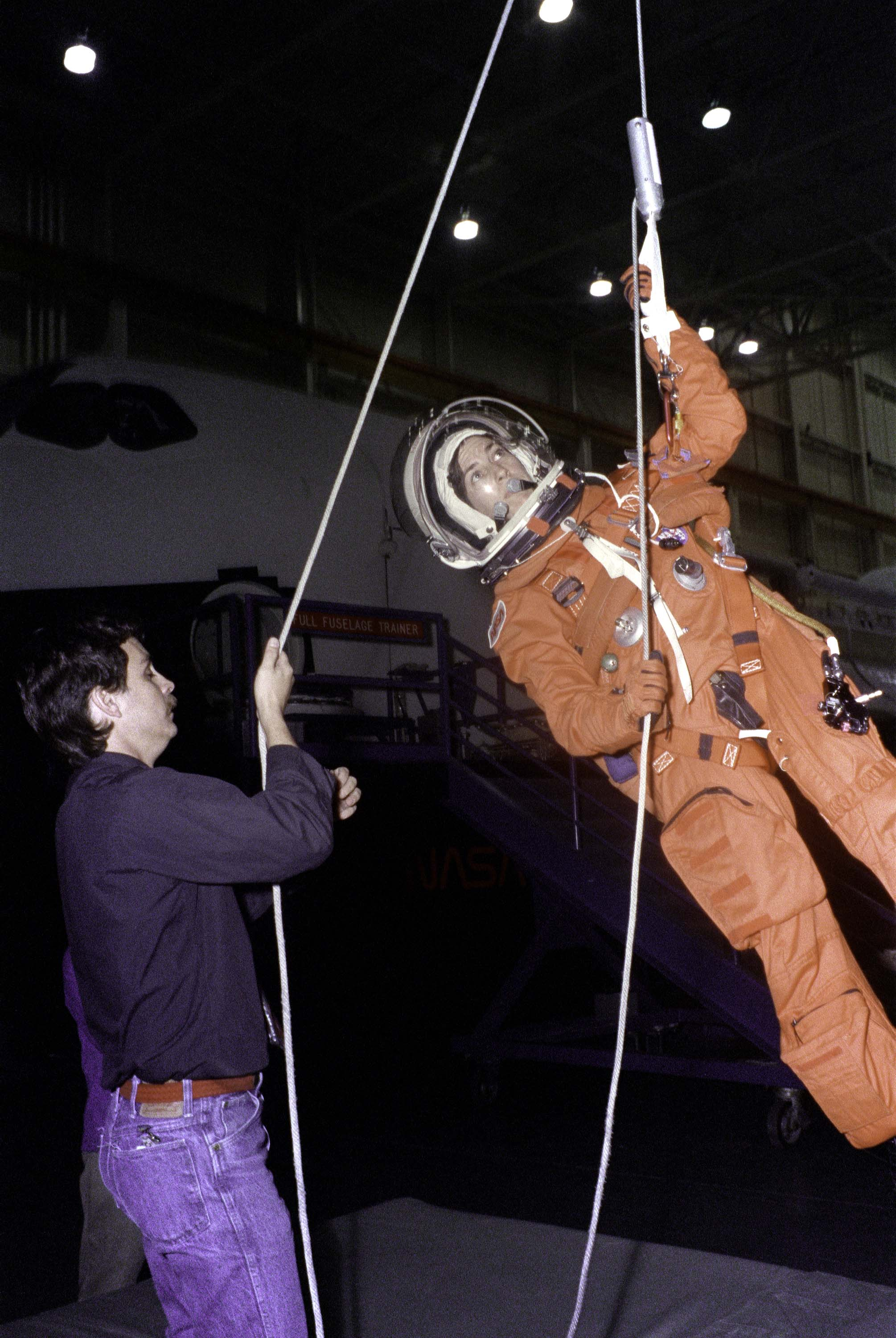
Очоа на тренуванні.

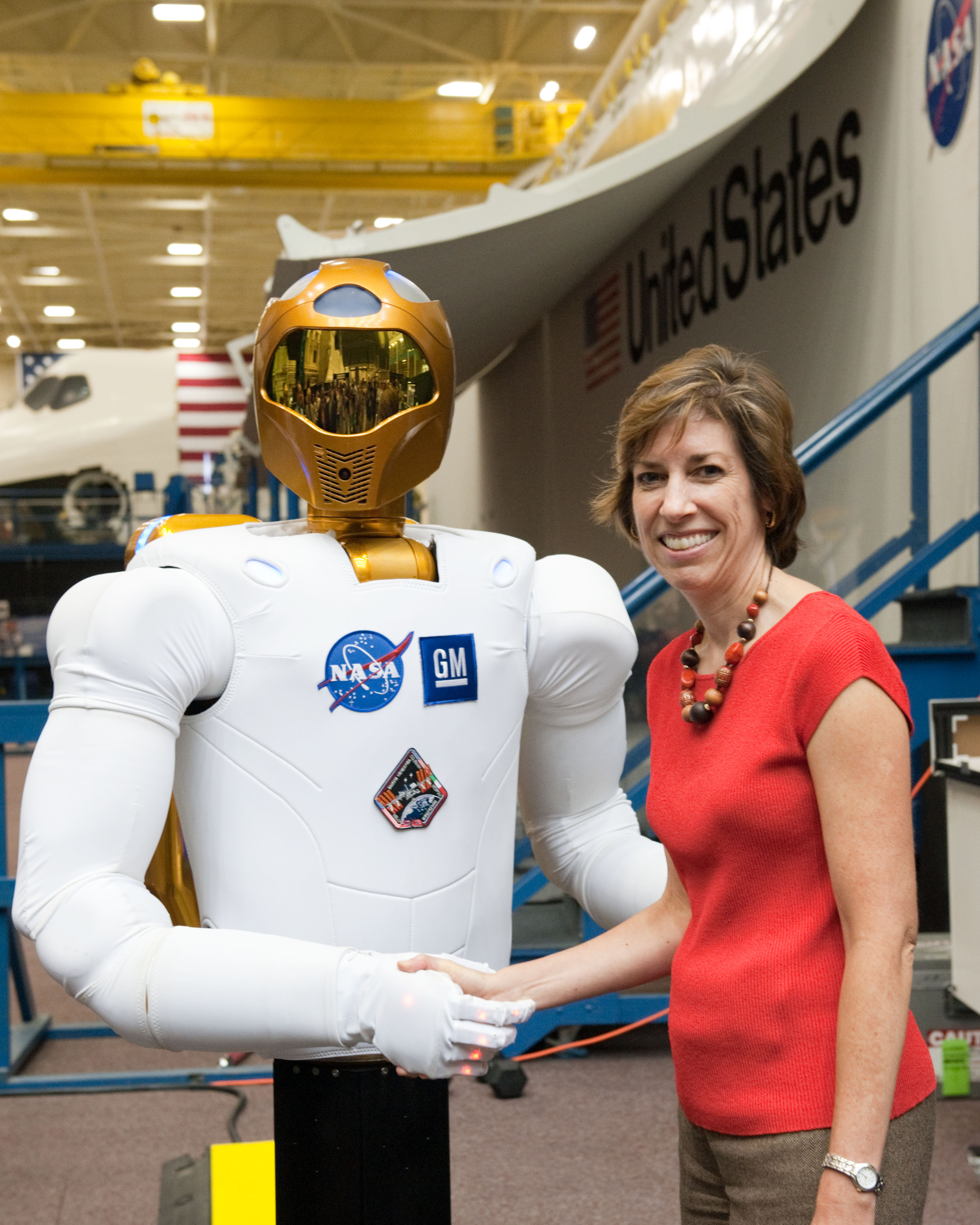
Очоа і робот-гуманоїд (R2).

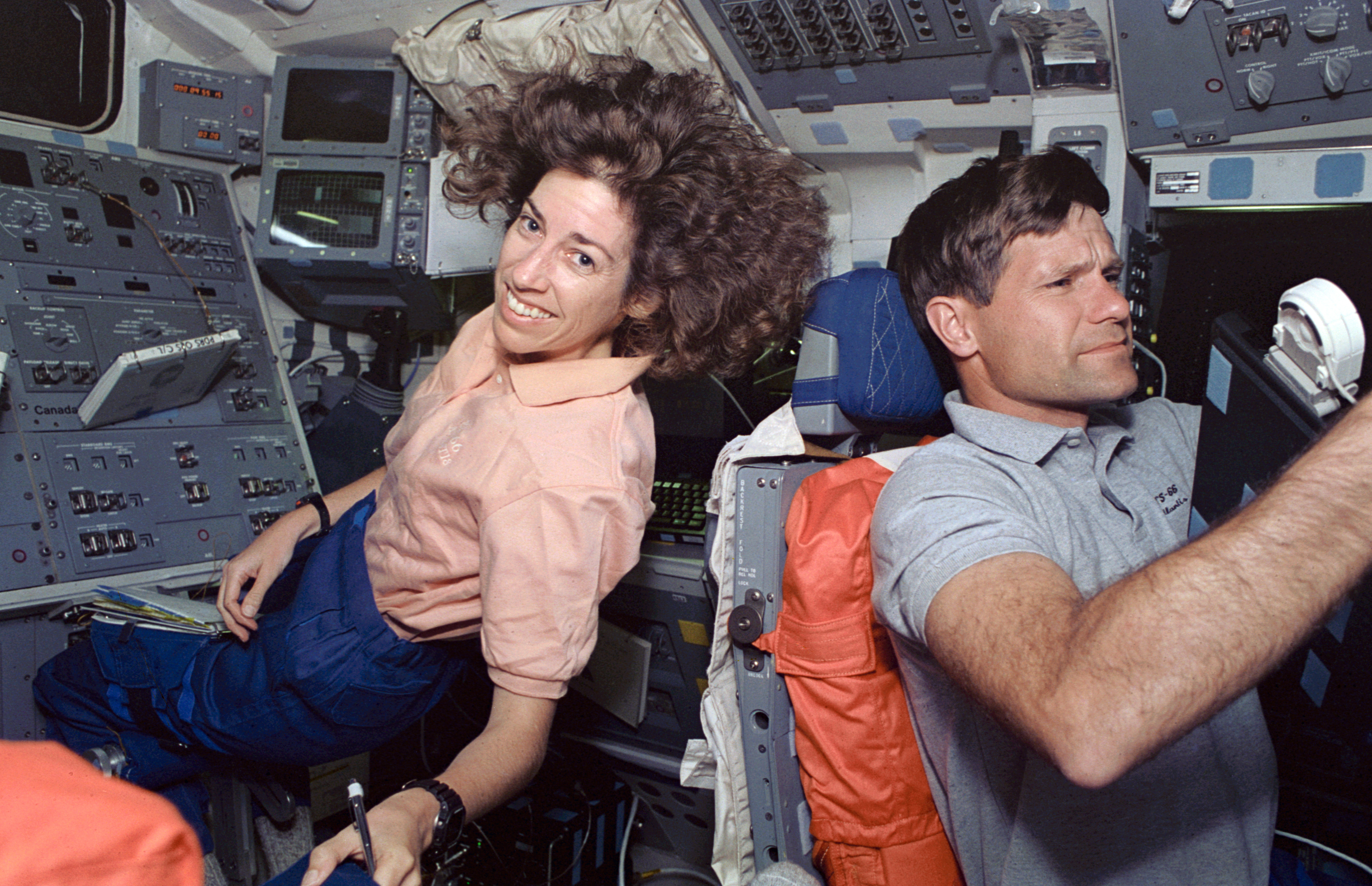
STS-66: Очоа ліворуч.

Еллен Очоа народилася 10 травня 1958 року в місті Лос-Анджелес, штат Каліфорнія, але своїм рідним вважає місто Ла-Меза, Каліфорнія, де у 1975 році закінчила середню школу. У 1980 році отримала ступінь бакалавра наук з фізики в Університеті Сан-Дієго, Каліфорнія. У 1981 році отримала ступінь магістра, а в 1985 році — доктора філософії в області електротехніки в Стенфордському університеті, який розташований поблизу міста Пало-Альто, штат Каліфорнія.

## До НАСА
Очоа кілька років займалася дослідженнями в Національній лабораторії «Сенді», яка займається неядерними компонентами ядерної зброї і тестуванням суборбітальних балістичних ракет та систем ПРО. Для НАСА працювала в «Дослідницькому центрі Еймса», який розташований у Силіконовій долині. Очоа досліджувала оптичні системи передачі інформації. Вона є співавтором в трьох патентах з оптичної системи контролю, оптичного методу розпізнавання об'єктів, а також методу з видалення шуму на знімках.

## Підготовка до космічних польотів
У січні 1990 року була зарахована в загін НАСА у складі тринадцятого набору, кандидатом в астронавти. Почала проходити навчання за курсом Загальнокосмічної підготовки. По закінченні курсу, у липні 1991 року отримала кваліфікацію «спеціаліст польоту» і призначення в Офіс астронавтів НАСА. У НАСА вона займалася налагодженням програмного забезпечення в Лабораторії електронного обладнання шатлів, навчанням екіпажів роботі з робототехнікою.

## Польоти в космос
- Перший політ — STS-56[4], шаттл «Діскавері». C 8 по 17 квітня 1993 року в якості «спеціаліста польоту». Політ був присвячений вивченню озонового шару атмосфери над північним півкулею з допомогою лабораторії ATLAS-2. Її назва є акронімом від Atmospheric Laboratory for Applications and Science (Лабораторія фундаментальних і прикладних досліджень атмосфери). Також екіпаж шатла вивів на орбіту науково-дослідний супутник SPARTAN (англ.  Shuttle Pointed Autonomous Research Tool for Astronomy) для спостереження сонячної корони. Після двох діб автоматичної роботи апарата, його було захоплено маніпулятором шаттла і повернено у вантажний відсік «Діскавері»[5]. Під час польоту STS-56 астронавтам «Діскавері» вперше вдалося зв'язатися з орбітальною станцією «Мир» з допомогою радіоаматорських засобів зв'язку. Тривалість польоту склала 9 днів 6 годин 9 хвилин[6].

- Другий політ — STS-66[7], шаттл «Атлантіс». C 3 по 14 листопада 1994 року як «спеціаліста польоту». До основних завдань місії STS-66 відносилось дослідження стану навколишнього середовища. На шатлі була встановлена науково-прикладна лабораторія з вивчення атмосфери ATLAS-03 (англ.  Atmospheric Laboratory for Applications and Sciences, 3-й політ лабораторії). Прилади лабораторії провели глобальний вимір температур у мезосфері і малих концентрацій домішок, дослідження взаємодії сонячного випромінювання з окремими хімічними компонентами у термосфері. Важливим доповненням до даних лабораторії стали результати дослідження нижньої і середньої термосфери приладами відокремлюваного супутника CRISTA-SPAS Тривалість польоту склала 10 днів 22 години 34 хвилини[8].

- Третій політ — STS-96[9], шаттл «Діскавері». З 27 травня по 6 червня 1999 року в якості «спеціаліста польоту». Це був другий політ шатла за програмою монтажу Міжнародної космічної станції. Основне завдання місії — доставка матеріалів та обладнання на МКС. Доставлене обладнання і матеріали були розміщені в подвійному транспортному модулі «Спейсхеб», який був розташований у вантажному відсіку шатлу. «Діскавері» доставив на станцію понад 1300 кг корисних вантажів, включаючи 770 кг обладнання для російського сегменту станції, 600 кг для американського сегменту, а також 270 кг води. Все обладнання було упаковано в 123 спеціальні транспортні укладки. 86 таких укладок були залишені на станції: 71 в модулі «Зоря» і 15 в модулі «Юніті». У цей час МКС ще не була населеною. Тривалість польоту склала 9 діб 19 годин 42 хвилини[10].

- Четвертий політ — STS-110[11], шаттл «Атлантіс». C 8 по 19 квітня 2002 року як «спеціаліст польоту». У польоті Атлантіс STS-110 були вперше встановлені три основних двигуна SSME останньої модифікації Block II. Основним завданням польоту була доставка на Міжнародну космічну станцію (МКС) центральної секції S0 Основної ферми, мобільного транспортера MT (англ.  Transfer Utility Assembly — UTA) і вантажів.[12]. Тривалість польоту склала 10 діб 19 годин 42 хвилини[13].

Загальна тривалість польотів у космос — 40 днів 19 годин 39 хвилин.
Статистика
| #                            | Стартовий корабель           | Старт                        | Експедиція                   | Корабель посадки             | Посадка                      | Наліт                                  |
| ---------------------------- | ---------------------------- | ---------------------------- | ---------------------------- | ---------------------------- | ---------------------------- | -------------------------------------- |
| 1                            | шаттл «Діскавері»            | 8.04.1993, 5:29:00 UTC       | STS-56                       | шаттл «Діскавері»            | 17.04.1993, 11:37:24 UTC     | 9 днів 6 годин 8 хвилин 24 секунди     |
| 2                            | шаттл «Атлантіс»             | 3.11.1994, 16:59:43 UTC      | STS-66                       | шаттл «Атлантіс»             | 14.11.1994, 15:33:45 UTC     | 10 днів 22 години 34 хвилини 2 секунди |
| 3                            | шаттл «Діскавері»            | 27.05.1999, 10:49:42 UTC     | STS-96                       | шаттл «Діскавері»            | 6.06.1999, 06:02:43 UTC      | 9 діб 19 годин 13 хвилин 57 секунд     |
| 4                            | шаттл «Атлантіс»             | 8.04.2002, 20:44:19 UTC      | STS-110                      | шаттл «Атлантіс»             | 19.04.2002, 16:28:08 UTC     | 10 діб 19 годин 42 хвилини 44 секунди  |
| Загальна тривалість польотів | Загальна тривалість польотів | Загальна тривалість польотів | Загальна тривалість польотів | Загальна тривалість польотів | Загальна тривалість польотів | 40 днів 19 годин 39 хвилин 7 секунд    |

## Після польотів
У грудні 2002 року Еллен Очоа стала заступником начальника з операцій льотних екіпажів. У жовтні 2006 року її підвищили, вона стала керівником цього відділу, відповідальною за складання графіків польотів шатлів. У жовтні 2007 року, після польоту STS-120, Очоа стала заступником директора в Космічному Центрі імені Джонсона в Х'юстоні, штат Техас. Таким чином, вона змінила на цій посаді Роберта Кабану.
Віце-голова Національної наукової ради (NSB) на строк 2018-2020 роках

## Особисте життя
Одружена з Коу Фалмером Мілсом, з міста Молалла, штат Орегон, у подружжя двоє дітей. Її мати, Розанна Очоа, проживає в місті Ла-Меза. Його батьки, Луїс і Джорджія Заки, проживають в Валдпорт, штат Орегон. Еллен Очоа грає на флейті і здійснює приватні польоти, любить волейбол і їзду на велосипеді.

## Нагороди та премії
Нагороджена: Медаль «За космічний політ» (1993, 1994, 1999 і 2002), «Каліфорнійський зал слави» (2015), «Зал слави астронавтів» та багато інших.